# D19E
La D19E, también conocida como Đổi mớies una serie de locomotora diésel que se utilizan actualmente en la red ferroviaria vietnamita.

## Historia
La serie es una de la más recientemente adquiridas por la compañía ferroviaria estatal Vietnam Railways; 40 estaban en servicio en 2015,80 en 2012La serie de locomotora diésel eléctrica CKD7F fue construida por el fabricante chino CRRC Ziyang Locomotive Co., Ltd.
Los modelos 901 a 920 (fabricados entre 2001 y 2002) y 921 a 940 (fabricados entre 2004) tienen una carrocería más angulosa. Los modelos 941 a 960 (fabricados entre 2007 y 2008) se construyeron con un frontal redondeado; en los modelos 961 a 980 (fabricados entre 2011 y 2012) se modificaron las ventanillas y los faros delanteros y se omitió la entrada de aire delantera.A partir del modelo 941, el montaje final se realizó en la fábrica de Gia Lâm de Vietnam Railways. No. 981 a 1000 (construidas entre 2024 y 2025) que utiliza el motor 16V280ZJG (4000 kW o 5400 hp). Sin embargo, el diseño refleja en parte el concepto modular encontrado en otras locomotoras CRRC (la HXD1D, HXD3D, DF11G, DF8D). El bastidor principal es uno de esos módulos. Las cabinas de los conductores también son componentes modulares en la fábrica Gia Lâm de Vietnam Railways.
El motor es el modelo 16V280ZJG, similar al utilizando en el DF11G DF8B excepto que con 12 en lugar de 16 cilindros.

## Accidentes e incidentes
El 12 de marzo de 2005, la locomotora n.° 909 de Lang Co. sufrió un accidente mientras tiraba el tren E1 (también conocido como SE1). 8 de los 13 vagones descarrilaron, cobrándose la vida de 12 personas y dejando a cientos de heridos. El resultado fue que el tren iba en exceso de velocidad.
El 10 de marzo de 2015, la locomotora n.º 968 quedó inutilizable en un accidente cerca de Dien Sanh cuando, al tirar de un tren SE5, choco con un camión en un paso a nivel.
El 24 de mayo de 2018, la locomotora n.° 927 que remolcaba el SE19 que transportaba 400 pasajeros sufrió un accidente en Thanh Hoa debido a una colisión con un camión, causando 2 muertos: el conductor Nguyen The Hung (nacido en 1976) y Nguyen Xuan De (nacido en 1985). El accidente investigado fue causado por 2 guardias que olvidaron cerrar las barreras.
El 27 de enero de 2022, la locomotora n.° 946 que transportaba la SE4 se vio involucrada en un accidente donde el tren se estrelló contra un camión que transportaba madera en el km 46+270 lo que provocó lesiones a un conductor.
El 14 de enero de 2023, la locomotora n.° 908 que tiraba del tren SE3 chocó contra un furgón en un paso a nivel cerca de Giap Bat, Hanói. El furgón sufrió graves daños y otros trenes expresos, incluido el implicado, tuvieron que cruzar la sección lentamente.
El 28 de enero de 2023, la locomotora n.º 908 que tiraba del tren SE5 resultó dañada en un accidente en Cho Tia, Hanói, cuando el expreso chocó con un camión que estaba atascado en un paso a nivel.
El 13 de marzo de 2024, la locomotora n.º 921 que tiraba de la SE8 chocó contra un camión en un paso a nivel.